# Affaire Colette Deromme
 (décembre 2018).
L'affaire Colette Deromme est une affaire criminelle française dans laquelle Colette Deromme, âgée de 50 ans, est tuée le 14 avril 2011 à Lorgues dans le Var par son ex-belle-sœur Sylviane Fabre.

## Biographie
Sylviane Fabre est fille d’une mère alcoolique et d’un père « rugueux » comme elle le dira qui lui apprend le goût du travail et du patrimoine. Elle est isolée des autres enfants de son âge, et est de corvée dès ses dix ans dans la maison familiale ou dans les bois avec son père menuisier.
Elle est mère de deux enfants.
Colette Deromme travaille dans une grande surface à Lorgues. Elle a quatre enfants. Son père se prénomme Lucien.
Elle a créé avec Sylviane Fabre une SCI, qu'elles gèrent ensemble.

## Faits et enquête
Le 14 avril 2011 Sylviane Fabre donne rendez-vous chez elle, à Lorgues à Colette Deromme, pour discuter de leur SCI.
Dans son hangar, elles se disputent, puis se bousculent. Colette tombe à terre, Sylviane attrape une cordelette qui traîne et l'étrangle pendant 15 minutes,,.
La nuit suivante, Sylviane Fabre et son fils David Parel chargent le cadavre de Colette Deromme dans la voiture. Sylviane veut le jeter dans les gorges du Verdon. La voiture a une panne d'alternateur près d'Aups. Sylviane décide donc de jeter le corps en contrebas de la route départementale et David le recouvre sommairement de pierres.
Le 15 mai 2011, deux vacancières s'arrêtent au bord de la route pour admirer le paysage. Elles sont incommodées par une odeur de putréfaction. L'une d'elles enjambe le parapet et descend la pente sur quelques mètres. Elle découvre l'origine de l'odeur : le corps en décomposition de Colette Deromme.
L'autopsie est difficile à réaliser, car le corps est incomplet, très dégradé et presque momifié. Le médecin légiste établit que Colette Deromme est morte étranglée quelques heures après sa disparition.
La voiture de Xavier Dupont de Ligonnès, qui était alors recherché par la police, est découverte à proximité. Initialement soupçonné d'être impliqué dans le meurtre de Colette Deromme, Dupont de Ligonnès est ensuite disculpé.[réf. souhaitée]
Les gendarmes découvriront aussi que Colette Deromme et Sylviane Fabre étaient en conflit depuis des mois. Ils mettent donc Sylviane Fabre sous écoute.
Ils l'écoutent pendant des mois, avec son fils David Parel.
Le 20 février 2012, Sylviane Fabre et David Parel sont placés en garde à vue. David qui ne pouvait plus rien garder pour lui, craque. Il dit que sa mère a étranglé Colette pendant 15 minutes, avant qu'elle ne succombe. Ensuite, à la tombée de la nuit, il l'a aidée à mettre Colette dans le coffre de sa voiture, parce qu'elle le lui avait demandé. Ensuite, ils ont démarré la voiture, pour éloigner le corps de Colette. Mais la voiture est tombée en panne, et ils devaient absolument le cacher dans un coin difficile d'accès.
Après cela, ils sont rentrés chez eux à pied, leur voiture étant inutilisable.
Après ses aveux, Sylviane Fabre est mise en examen pour meurtre, et David, pour complicité. Ils sont incarcérés.

## Procès et condamnation
En janvier 2014, le procès de Sylviane Fabre se déroule devant la cour d'assises du Var à Draguignan. Sa défense est assurée par Olivier Lantelme. Florence Leroux-Ghristi et Philippe Vouland sont les avocats des enfants de Colette Deromme.
Le 24 janvier 2014, David Parel est condamné à trois ans de prison, dont un avec sursis et mise à l’épreuve. Sylviane Fabre est condamnée à trente ans de réclusion. Elle fait appel de cette décision.
Le 5 octobre 2015, le procès en appel de Sylviane Fabre débute à la cour d'assises des Bouches-du-Rhône à Aix-en-Provence,.
Le 8 octobre 2015, elle est condamnée à la même peine qu'au premier procès.

## Documentaires télévisés
- « Le mari, l'ex-femme et la mère de famille : l'affaire Colette Deromme » le 5 février 2014 dans Enquêtes criminelles : le magazine des faits divers sur W9.
- « Jalousie mortelle » (troisième reportage) dans « ... en région PACA » le 9, 16 et 24 mars 2015 dans Crimes sur NRJ 12.
- « Sylviane Fabre, la colère d'une femme blessée » le 11 février 2018 dans Faites entrer l'accusé présenté par Frédérique Lantieri sur France 2.

## Émission radiophonique
- « Qui a tué Colette Deromme ? » le 25 juin 2018 dans Hondelatte raconte de Christophe Hondelatte sur Europe 1.